# Aeródromo de Tauima
El aeródromo de Tauima fue una instalación militar española que existió en la población de Tauima, en el antiguo protectorado español de Marruecos. Dicho aeródromo, que se encontraba en las cercanías de Melilla, sirvió como base para los aviones de la Aeronáutica Militar española.

## Historia
En 1921 las tropas marroquíes se hacen con los territorios cercanos a Melilla, entre ellos el aeródromo de Zeluán, por lo que la aviación militar debe buscar un nuevo lugar. El lugar elegido se ubica en la zona de Cabrerizas Altas, al norte de la Ciudad de Melilla; el aeródromo es un angosto campo de tan sólo 300 m en su lado mayor. Recuperados por el ejército español y los terrenos ocupados el aeródromo se traslada desde la hípica donde se había establecido de forma permanente, a un llano de 8 km² al sur de Nador, junto a la población de Tauima.
Las instalaciones se limitan a unos pocos hangares y talleres de campaña desmontables, rodeados de un muro de protección. Al mismo tiempo, se instala en la bahía de la Mar Chica la Base de Hidroaviones del Atalayón. Estas dos instalaciones aeronáuticas desempeñarán un papel importantísimo en el desembarco de Alhucemas, en septiembre de 1925.
Una vez terminado el conflicto bélico, se procede a la mejora de las instalaciones del aeródromo, sustituyéndose a mediados de la década de los 30, la torre de control de madera por otra construida de mampostería. El aeródromo de Tauima es oficialmente abierto al tráfico civil por un dahir, decreto del Sultán, el 27 de julio de 1931.
Al inicio de la guerra civil, las tropas sublevadas ocupan el aeródromo el 17 de julio. A posteriori, se inauguran varias líneas, tanto desde el aeródromo de Tauima, como desde la base de hidroaviones del Atalayón: Roma-Palma de Mallorca-Melilla-Cádiz, Melilla-Sevilla, Melilla-Tetuán y Melilla- Málaga-Sevilla-Lisboa, servidas todas ellas por la compañía italiana Ala Littoria. La entrada de Italia en la Segunda Guerra Mundial, trae la supresión de las líneas de Ala Littoria que es reemplazada por TAE (Tráfico Aéreo Español) con la ruta 558 realizaba Madrid-Málaga-Tetuán-Melilla y ésta a su vez, en diciembre de 1940, fue sustituida por Iberia que mantuvo la línea Sevilla-Málaga-Melilla.
A mediados de la década de los 40, se construye la pista 08-26, que tiene una longitud de 1400 m., y ocupa la totalidad del espacio disponible. En julio de 1946, el aeródromo de Tauima se declara aduanero y queda abierto al tráfico nacional e internacional. Fue en ese momento ante acuerdos y presiones internacionales donde España comienza a dar cabida a los vuelos chárter e irregulares, en este marco aparece CANA (Compañía Auxiliar de Navegación Aérea) realizando Tetuán-Melilla-Málaga-Granada. En 1955 se adjudica la construcción de la torre de control el centro de emisores, pero el proceso descolonizador del reino de Marruecos en 1956 obliga al gobierno español a retirar poco a poco las tropas y líneas aéreas.
Marruecos a finales de 1957, convoca una conferencia para negociar un convenio aéreo con España. Las reuniones se celebraron del 2 al 11 de diciembre en Madrid, en el marco de unas tensas relaciones entre ambos países, motivadas por acontecimientos de Sidi Ifni, que iban a impedir que las negociaciones prosperasen.
En el mes de febrero, el gobierno marroquí anuncio de forma unilateral su intención de que Royal Air Maroc iniciara los vuelos entre Tetuán y Nador de modo provisional, utilizando el aeródromo de Tauima, en tanto no se firmase el acuerdo aéreo con España. El 10 de marzo de 1958 se rompieron las negociaciones y acto seguido el país vecino prohibió las líneas Tetuán-Melilla(Tauima) y Melilla(Tauima)-Málaga de la compañía Iberia. El gobierno español adoptó la misma medida contra todas las de Royal Air Maroc a España, al tiempo que cerró al tráfico civil de los aeropuertos de Tetuán y Melilla, todavía controlados por el ejército español.
Al reanudarse las conversaciones, el gobierno marroquí aceptó la propuesta España para que fueran considerados vuelos de cabotaje españoles los que se dirigían desde la península a Melilla (Tauima). Así, una vez que se entregase el aeródromo de Tauima a las autoridades alauitas, las mercancías y los pasajeros con destino Melilla -con el tratamiento de tránsito- no estarían sujetos a los controles aduaneros y fronterizos de Marruecos. Para poder realizar este tránsito, el transporte desde y hacia la ciudad de Melilla se realizaría con vehículos especialmente “sellados” por las autoridades de los dos países. Marruecos no vio con buenos ojos esta situación porque temía que España intentaste conseguir privilegios similares respecto al aeropuerto de Tetuán y la ciudad de Ceuta.
En 1958 el aeródromo de Tauima todavía se incluye en el plan de inversiones de los aeropuertos españoles.
Mientras tanto y tras múltiples estudios, el ministerio de hacienda asignaría 184 millones para la construcción del nuevo aeropuerto de Melilla, pero desgraciadamente un acuerdo del Consejo de Ministros, lo destino a fines militares urgentes quedando su construcción formalmente suspendida.
La solución alternativa fue proponer de nuevo un helipuerto en la hípica o en la zona de la Malla o en su defecto, construir una pista de apenas 400 m de longitud para los aviones de aterrizaje y despegue corto, STOL.
Esta situación se mantiene hasta 1967, cuando la construcción de un aeropuerto en la Ciudad de Melilla se incluye en el II plan de desarrollo económico social. Los terrenos elegidos, prácticamente los únicos disponibles, son unas parcelas al suroeste de la ciudad, próximas a la antigua carretera de Yasinem. Las obras se adjudican en octubre de 1967; la instalación radioeléctrica se lleva a cabo en diciembre de 1968 y a su término el 24 de julio de 1969 se publica en el Boletín Oficial del Estado, la orden por la que el aeropuerto de la Ciudad de Melilla quedaba abierto al tráfico civil, nacional completo e internacional de pasajeros.
Inauguración del Aeropuerto de Melilla
El aeropuerto de Melilla fue inaugurado el 31 de julio de 1969 por el ministro del Aire, José Lacalle Larraga, para sustituir definitivamente al aeródromo de Tauima, poblado situado en el antiguo Protectorado Español en Marruecos.